# Eino Uusitalo
Eino Oskari Uusitalo (né le 1er décembre 1924 à Soini et mort le 19 mars 2015 à Ähtäri) est un homme politique du Parti du centre et premier ministre de Finlande,.

## Biographie
Eino Uusitalo naît dans une famille d'agriculteurs à Soini, où il fréquente l'école primaire.
Il participe à la guerre de Continuation dans l'isthme de Carélie. Après la guerre, il fréquente une école de campagne et un institut de conseil agricole et obtient son diplôme d'agronome en 1949.
Avant son élection au Parlement, il a travaillé comme agriculteur et conseiller agricole pour l'Association agricole de l'Ostrobotnie du Sud dans les municipalités de Lehtimäki, Soini et Töysä.
Eino Uusitalo est membre du Parti agrarien (devenu en 1967 le Parti du centre) dans la circonscription de Vaasa de 1955 à 1983. 
Il est quatre fois ministre de l'Intérieur en 1971 (Karjalainen II) et en 1976-1982 (Miettunen III, Sorsa II, Koivisto II).
Dans le gouvernement Koivisto II de 1979 à 1982, il est aussi vice-premier ministre. À la suite du départ du Président de la République Urho Kekkonen en congé de maladie à l'automne 1981, le Premier ministre Mauno Koivisto assure les fonctions présidentielles et Eino Uusitalo occupe le poste de vice-premier ministre jusqu'en février 1982.
À ce poste, Eino Uusitalo est l'hôte officiel de la Réception de la fête de l'indépendance (fi) de 1981 à la Maison Finlandia.
Après l'entrée en fonction du président, Eino Uusitalo redevient député. Aux élections suivantes, les élections législatives finlandaises de 1983, il n'est plus candidat.